# الشماعیه
الشماعیه (به فرانسوی: Echemmaia) یک شهرک در مراکش است که در استان یوسفیه واقع شده‌است. الشماعیه ۲۴٬۳۰۳ نفر جمعیت دارد.